# Дреушень
Дреушень, Дреушені (рум. Drăușeni) — село у повіті Брашов в Румунії. Входить до складу комуни Каца.
Село розташоване на відстані 199 км на північ від Бухареста, 58 км на північний захід від Брашова, 148 км на південний схід від Клуж-Напоки.

## Населення
За даними перепису населення 2002 року у селі проживали 543 особи.
Національний склад населення села:
| Національність | Кількість осіб | Відсоток |
| -------------- | -------------- | -------- |
| угорці         | 436            | 80,3%    |
| румуни         | 97             | 17,9%    |
| цигани         | 5              | 0,9%     |
| німці          | 5              | 0,9%     |

Рідною мовою назвали:
| Мова      | Кількість осіб | Відсоток |
| --------- | -------------- | -------- |
| угорська  | 437            | 80,5%    |
| румунська | 101            | 18,6%    |
| німецька  | 5              | 0,9%     |